# Psilocladia repudiosa
Psilocladia repudiosa là một loài bướm đêm trong họ Geometridae.